# Ilie Năstase
Ilie Theodoriu Năstase (phát âm tiếng Romania: [iˈli.e nəsˈtase], sinh 19 tháng 7 năm 1946 tại Bucharest, Romania) là một cựu vận động viên quần vợt số một thế giới người România, từng là một trong những vận động viên hàng đầu thế giới vào những năm 1970. Năstase được xếp hạng một thế giới từ 1973 (23 tháng 8) đến 1974 (2 tháng 6). Ông là một trong năm tay vợt trong lịch sử đã giành được hơn 100 danh hiệu ATP chuyên nghiệp (64 danh hiệu đánh đơn và 45 đánh đôi). Năm 1991, ông được ghi danh tại Đại sảnh danh vọng quần vợt quốc tế. Năstase đã có được cho mình 7 danh hiệu Grand Slam: hai đơn nam, ba đôi nam và hai đôi nam nữ. Ông cũng đạt được bốn danh hiệu vô địch cuối năm giải Masters Grand và bảy danh hiệu Grand Prix Championship Series (1970–73), là tiền thân của ATP World Tour Masters 1000. Năm 2005, Tạp chí quần vợt xếp ông ở vị trí 28 trong số những tay vợt xuất sắc nhất trong vòng 40 năm tính tới thời điểm đó. Năstase cũng là tay vợt nam thứ 2 chiến thắng một giải Grand Slam mà không để thua một set nào và là người đầu tiên làm được điều này ở giải Pháp Mở rộng (1973).

## Chung kết Grand Slam

### Đơn:5(2-3)
| Kết quả | Năm  | Giải          | Mặt sân | Đối thủ      | Tỉ số                        |
| ------- | ---- | ------------- | ------- | ------------ | ---------------------------- |
| Á quân  | 1971 | Pháp Mở rộng  | Đất nện | Jan Kodeš    | 6–8, 2–6, 6–2, 5–7           |
| Á quân  | 1972 | Wimbledon     | Cỏ      | Stan Smith   | 6–4, 3–6, 3–6, 6–4, 5–7      |
| Vô địch | 1972 | Mỹ Mở rộng    | Cỏ      | Arthur Ashe  | 3–6, 6–3, 6–7(1–5), 6–4, 6–3 |
| Vô địch | 1973 | Pháp Mở rộng  | Đất nện | Nikola Pilić | 6–3, 6–3, 6–0                |
| Á quân  | 1976 | Wimbledon (2) | Cỏ      | Björn Borg   | 4–6, 2–6, 7–9                |

### Đôi: 5 (3–2)
| Kết quả | Năm  | Giải              | Mặt sân | Đồng đội      | Đối thủ                       | Tỉ số                      |
| ------- | ---- | ----------------- | ------- | ------------- | ----------------------------- | -------------------------- |
| Á quân  | 1966 | Giải Vô địch Pháp | Đất nện | Ion Țiriac    | Clark Graebner Dennis Ralston | 3–6, 3–6, 0–6              |
| Vô địch | 1970 | Pháp Mở rộng      | Đất nện | Ion Țiriac    | Arthur Ashe Charlie Pasarell  | 6–2, 6–4, 6–3              |
| Á quân  | 1973 | Pháp Mở rộng      | Đất nện | Jimmy Connors | John Newcombe Tom Okker       | 1–6, 6–3, 3–6, 7–5, 4–6    |
| Vô địch | 1973 | Wimbledon         | Cỏ      | Jimmy Connors | John Cooper Neale Fraser      | 3–6, 6–3, 6–4, 8–9(3), 6–1 |
| Vô địch | 1975 | Mỹ Mở rộng        | Đất nện | Jimmy Connors | Tom Okker Marty Riessen       | 6–4, 7–6                   |